# Семёнова, Мария Фоминична
Мария Фоминична Семёнова (12 ноября 1910 года, Рига — 27 мая 1988 года, Рига) — латвийский филолог, лингвист и диалектолог, преподаватель Латвийского государственного университета, специалист в области исторических контактов русского и латышского языков, автор сопоставительной грамматики латышского языка. Продолжила традиции научного изучения русских говоров Латвии и Прибалтики.

## Биография
Родилась в Юрмале в рабочей семье с многолетними православными традициями. В период до Первой мировой войны Юрмала не существовала как отдельный город, а входила в состав рижской администрации в качестве Рижского штранда.
В 1929 году закончила рижскую Ломоносовскую гимназию. Далее продолжила высшее образование, но параллельно работала конторской служащей в Рижском окружном суде на протяжении семи лет после окончания средней школы. Мария Семёнова была слушательницей курсов историко-филологического факультета Русского института университетских знаний, который был основан лектором, писателем, просветителем и философом Константином Арабажиным в начале 1921 года. Преподавание в РИУК велось на русском языке. Это учебное заведение Семёнова с успехом окончила в 1935 году.
В связи со сложным финансовым положением она долго и интенсивно подрабатывала домашней воспитательницей, репетитором; давала много частных уроков. Была активным членом Рижского православного студенческого единения, принимала участие в общественной и интеллектуальной жизни рижской русской общины. Слушала лекции уроженки Риги поэтессы и монахини Е. Ю. Кузьминой-Караваевой (более известной в православной традиции как Мать Мария), которая в ходе общения с Семёновой подарила ей несколько сборников своих парижских произведений. В этот период Мария Семёнова также хотела принять постриг.
С 1938 по 1939 год жила в Печорах и работала в общежитии христианской молодежи, под руководством Татьяны Евгеньевны Дезен — руководителя Русского студенческого христианского движения в Эстонии (ул. Тэхе 13). В это время в ней просыпается интерес к диалектам русского языка, имевшего в Печорах свои особенности.
В 1940 году начала преподавать русский язык и литературу в 18-й и 19-й еврейских средних школах Риги, а также в Рижском народном университете, где проработала до 1941 года.
В конце 1941 года успешно сдала экзамены в Генеральной дирекции образования, после чего получила право заниматься преподавательской деятельностью в средних школах. В условиях нацистской оккупации работала учительницей в Абренской школе, где преподавала русский и латышский языки; также много занималась репетиторством.
В 1942 году поступила на филологический факультет Рижского университета (так назывался Латвийский университет во время нацистской оккупации), выбрав специальность «славяно-русская филология». В это время она основательно изучает балтские языки, занимаясь сравнительной грамматикой индоевропейских языков у профессора Яниса Эндзелина. С западнославянскими языками и литературами Семёнова познакомилась на занятиях у известного ленинградского слависта профессора Виктора Григорьевича Чернобаева, с южнославянскими языками — благодаря лекциям Павла Константиновича Бруновского, с русской палеографией и белорусской литературой XVII века — на занятиях профессора Болеслава Ричардовича Брежго. Эти преподаватели заложили методические навыки, которые впоследствии помогли Марии Фоминичне в научных трудах.
М. Ф. Семёнова защитила диплом уже в 1946 году, была сразу оставлена в аспирантуре и начала преподавать в университете. На протяжении более тридцати лет, с 1944 по 1976 год, она преподавала в ЛГУ различные филологические дисциплины, вела спецкурсы и семинары, руководила курсовыми и дипломными работами.
В 1955 году М. Ф. Семёнова защитила кандидатскую диссертацию по теме «К вопросу о формах прошедших времен глаголов в латышском языке сравнительно с русским», после чего в 1957 году ей было присвоено академическое звание доцента.

## Преподавательская деятельность
Призвание педагога М. Ф. Семёнова проявила еще в юности.
В Латвийском государственном университете она читала лекционные курсы: «Современный русский язык», «Русская диалектология», «Древнерусский и старославянский языки».
По темам своей основной научной деятельности — сравнительной грамматике русского и латышского языков, она организовала спецкурсы «Сравнительная грамматика русского и латышского языков», «Методика перевода с латышского языка на русский».
Популярностью среди студентов пользовались спецсеминары Семёновой по ономастике, методике лингвистического исследования текста.
Доцент М. Ф. Семёнова руководила курсовыми и дипломными работами, вела диалектологические, архивные, переводческие практики.

## Научная деятельность
Мария Фоминична Семёнова являлась ведущим специалистом по сравнительной грамматике русского и латышского языков, фактически став основоположником этого исследовательского направления в латвийской академической традиции. В своей главной книге, переизданной в независимой Латвии — «Сопоставительная грамматика русского и латышского языков» —. научно обоснованы и разъяснены не только общность и различия русской и латышской фонетики, морфологии, лексикологии, синтаксиса и фразеологии, но также подробно рассказано об исторических путях расселения русских в Латвии. Семёнова приводит ранее не публиковавшиеся сведения не только о русских староверах в XVII веке, но и о поселении в Латвии Екатериной II пугачёвцев, о бегстве в Прибалтику и расселении здесь жидовствующих и стригольников, начиная уже с XIV века.
Будучи авторитетным филологом и автором множества научных публикаций по проблемам латышской ономастики, топонимики, по вопросам грамматики как в диахроническом, так и в синхроническом аспекте, М. Ф. Семёнова была постоянным членом Правительственной комиссии по написанию имен собственных Словарной редакции издательства «Звайгзне», Словарной комиссии Латгосиздата, Терминологической комиссии АН ЛССР. Она была председателем редакционной коллегии «Учёных записок» Латвийского Государственного университета.
М. Ф. Семёнова также работала в области диалектологии и языковых контактов в Латвии в культурно-историческом аспекте и в современности. Эти труды получили признание в статье профессора Стокгольмского университета Велты Руке-Дравини «Die Untersuchungen der russischen Mundarten im Baltikum und ihre Bedeutung für die allgemeine Dialektologie», опубликованной в 1965 г. в журнале «Scando Slavica».
Много лет М. Ф. Семёнова уделяла внимание исследованию говоров русского языка на территории Прибалтийских республик; она была руководителем межвузовской комиссии по изучению русских говоров Прибалтики, по итогам деятельности которой был издан первый такого рода «Областной словарь русских говоров Прибалтики».
На протяжении примерно двух десятилетий М. Ф. Семёнова работала над созданием Общеславянского лингвистического атласа, внеся значимый вклад в его методологическую и научную разработку.
Координировала множество диалектологических и фольклорных экспедиций в Латвии и за её пределами.
М. Ф. Семёнова является автором более 60 работ, монографий, научных публикаций и статей, посвящённых аспекту русско-латышских языковых контактов, проблемам диалектологии, сопоставительной грамматике русского и латышского языков, отдельным аспектам социолингвистики, в том числе особенностям языковой ситуации и билингвальной модели в Латвийской ССР.

## Место жительства
Рига, ул. Лачплеша, 133.